# Хара (село)
Хара (яп. 原村 Хара-мура) — село в Японии, находящееся в уезде Сува префектуры Нагано. Площадь села составляет 43,23 км², население — 7478 человек (1 августа 2014), плотность населения — 172,98 чел./км².

## Географическое положение
Село расположено на острове Хонсю в префектуре Нагано региона Тюбу. С ним граничат город Тино и посёлок Фудзими.

## Население
Население села составляет 7478 человек (1 августа 2014), а плотность — 172,98 чел./км². Изменение численности населения с 1980 по 2005 годы:
| 1980 | 6125 чел. |  |
| 1985 | 6343 чел. |  |
| 1990 | 6502 чел. |  |
| 1995 | 7005 чел. |  |
| 2000 | 7207 чел. |  |
| 2005 | 7456 чел. |  |